# María Paz García Vera
María Paz García Vera (Madrid, 1964) és una psicòloga espanyola, catedràtica de Psicologia Clínica de la Universitat Complutense de Madrid (UCM).
Nascuda el 1964 a Madrid, es va doctorar amb la lectura el 1996 a la UCM d'Hipertensión esencial. Validez de los valores clínicos de presión arterial y valoración de un programa de intervención conductual, una tesi dirigida per Francisco Javier Labrador Encinas. A més de la seva trajectòria investigadora, la seva activitat com a psicòloga també ha tractat el camp de l'atenció psicològica a les víctimes de violència i de catàstrofes.
Entre 2018 i 2019 va ser subdelegada del Govern d'Espanya a la Comunitat Autònoma de Madrid. Va ser nomenada delegada del Govern a la Comunitat de Madrid l'abril de 2019, en substitució de José Manuel Rodríguez Uribes. Al febrer de 2020, després de les eleccions generals de novembre de 2019, José Manuel Franco Pardo va substituir a García Vera en el càrrec.